# Premis AVN

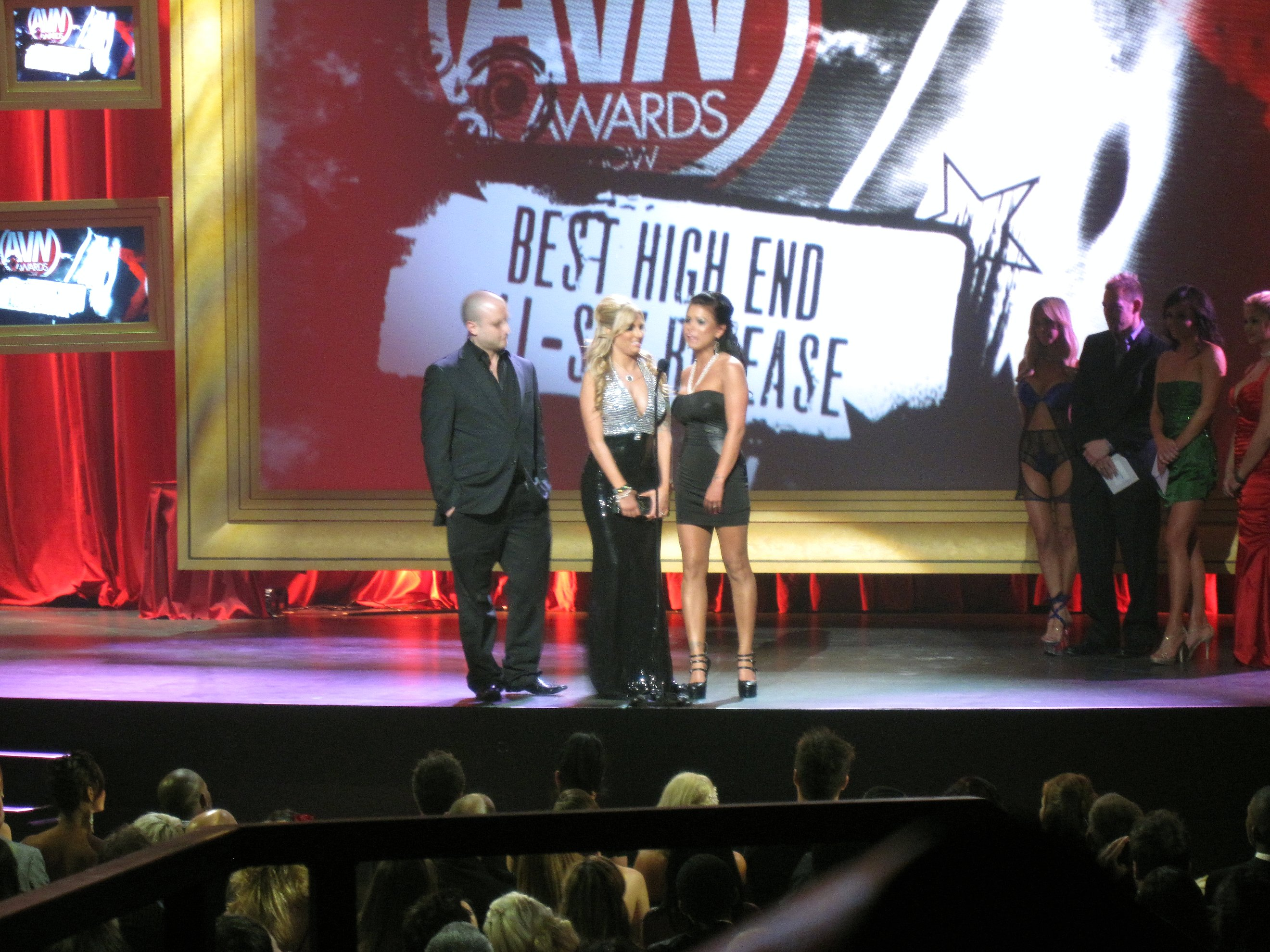
Teagan Presley i Eva Angelina en els premis AVN en 2010.

Els Premis AVN (AVN Awards en anglès), considerats els "Oscar" del cinema porno, són atorgats per la revista AVN (Adult Video News) a la indústria del cinema pornogràfic, abastant gairebé un centenar de categories.
La primera cerimònia es va celebrar l'any 1984. Habitualment la gala se celebra durant el AVN Adult Entertainment Expo que té lloc a Las Vegas, Nevada en el primer trimestre de l'any.

## Categories
- Millor Pel·lícula de vídeo
- Millor pel·lícula
- Millor DVD
- Millor pornografia gonzo
- Millor sèrie de pornografia gonzo
- Millor comèdia de sexe
- Millor Vignette de llançament
- Millor Sèrie de Vignette
- Millor llançament de tot sexe
- Millor Video Sèrie Continu
- Millor High-Definition de producció
- Millor Interactiu DVD
- Millor DVD clàssic
- Millor pel·lícula estrangera
- Millor pel·lícula estrangera de tot sexe
- Millor sèrie estrangera
- Millor Anal característic
- Millor Sèrie Anal-Themed
- Millor pornografia lèsbica All-Girl
- Millor sèrie lèsbic All-Girl
- Millor Ethnic-Themed Release – Asiàtic
- Millor Ethnic-Themed Release – Negre
- Millor Ethnic-Themed Release – Llatí
- Millor pornografia de llançament
- Millor Ethnic-Themed en Sèries
- Millor P.O.V.
- Millor Oral-Themed
- Millor Oral-Themed Sèries
- Millor Amateur
- Millor sèrie Amateur
- Millor Pro-Am
- Millor Pro-Am Sèries
- Millor llançament alternatiu
- Millor video Bi-Sexual
- Millor Video Gai
- Millor video alternatiu Gai
- Millor video Gai Sol
- Millor video 18

### Categoria d'interpretació
- AVN Millor Nou Starlet
- Millor actor revelació
- Artista Femenina de l'Any
- Artista Masculí de l'Any
- Intèrpret d'Afers exteriors Femenina de l'Any
- Intèrpret d'Afers exteriors Masculina de l'Any
- Transexual Artista de l'Any
- Artista de l'Any - Video Gai
- Revelació de l'Any - Video Gai
- Millor Actriu - Pel·lícula
- Millor Actriu - Video
- Millor actor - Pel·lícula
- Millor actor - Vídeo
- Millor actriu de repartiment - Pel·lícula
- Millor actriu de repartiment - Vídeo
- Millor actor de repartiment - Pel·lícula
- Millor actor de repartiment - Vídeo
- Millor Tease
- Millor actor - Video Gai
- Millor actor de repartiment - Video Gai
- Millor no sexual - Bi-sexual / gai video

### Categories d'escenes de sexe
- Millor All-Girl Sex escena de pel·lícula
- Millor All-Girl Sex escena de video
- Millor escena de Sexe anal
- Millor escena de sexe oral en pel·lícula
- Millor escena de sexe oral en video
- Millor Couples Sex en pel·lícula
- Millor Couples Sex en video
- Millor sexe en grup en pel·lícula
- Millor sexe en grup en video
- Millor escena de trió
- Millor escena de sexe en producció d'exteriors
- Millor escena Solament Sex
- Millor indignant escena de sexe
- Millor escena de sexe en video gai

### Categories tècniques
- Millor guió de pel·lícula
- Millor guió de video
- Millor adreça d'art en pel·lícula
- Millor adreça d'art en video
- Millor Fotografia
- Millor Videografia
- Millor edició de pel·lícula
- Millor edició de video
- Millors efectes especials
- Millor música
- Millor extres de DVD
- Millors menús de DVD
- Millor Guió - Video Gai
- Millor Videografia - Video Gai
- Millor Edició - Video Gai
- Millor Música - Video Gai

### Categories de productes especialitzats
- Millor Especialitat - Bust gran
- Millor Especialitat - Bondage pornography
- Millor Especialitat - Fetitxisme dempeus
- Millor Especialitat - Disciplina anglesa
- Millor Especialitat - MILF
- Millor Especialitat - Llançament Transexual
- Millor Especialitat - Especialitat de llançament Gai
- Millor Especialitat - Altres gèneres

### Categories de comercialització
- Millor DVD d'embalatge
- Millor VHS Embalatge
- El millor concepte coberta de la caixa
- Millor campanya de màrqueting global - Empresa Imatge
- Millor campanya de màrqueting global - Projecte Individual
- Millor Lloc web de comercialització
- Millor Lloc web al detall
- El millor concepte coberta de la caixa (Gai video)
- Millor embalatge (Gai video)

### Categories especials
- Millor Títol de Llogar de l'Any
- Els més venuts Títols de l'Any
- Saló de la fama
- Reuben Sturman Premi